# Полидипсија
Полидипсија представља симптом који описује појачан осећај жеђи. Полидипсија се често јавља као једна од раних симптома шећерне болести, а може бити и узрокована променом осмолалности ванћелијске течности људског тела, хипокалемије или смањењем волумена крви.